# Epicampocera succincta
Epicampocera succincta är en tvåvingeart som först beskrevs av Johann Wilhelm Meigen 1824.  Epicampocera succincta ingår i släktet Epicampocera och familjen parasitflugor. Arten är reproducerande i Sverige. Inga underarter finns listade i Catalogue of Life.

## Bildgalleri

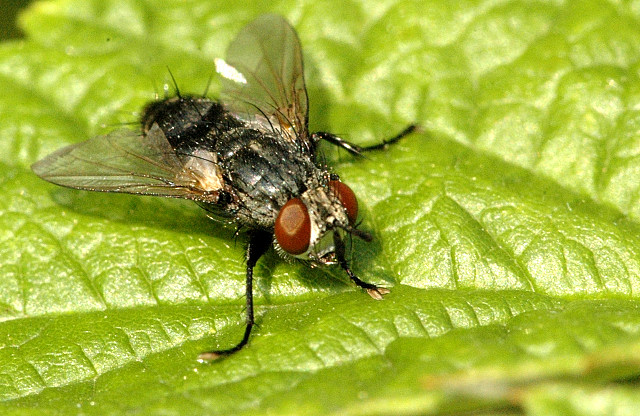
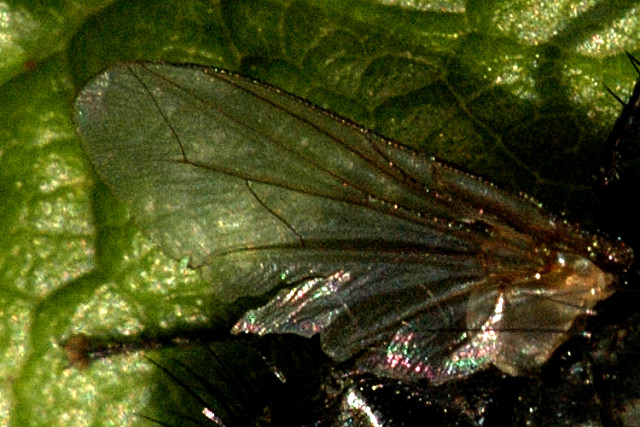